# Orectochilus himalayensis
Orectochilus himalayensis là một loài bọ cánh cứng trong họ van Gyrinidae. Loài này được Vazirani miêu tả khoa học năm 1984.